# Stadtteilmutter
Bei den Stadtteilmüttern handelt es sich um eine spezifische Projektform der Integrationsbegleitung für Eltern und Familien. Im Rahmen des Projekts besuchen Stadtteilmütter die Familien zuhause. Sie geben ihnen dadurch unter anderem einen leichteren Zugang zu Information und Beratung.

## Konzeption und Aufgaben
Stadtteilmütter haben zumeist einen eigenen Migrationshintergrund und sind Multiplikatorinnen, die anderen Müttern mit Migrationshintergrund während einer festgelegten Anzahl von Hausbesuchen Informationsmaterialien zu den Themen Erziehung, Bildung und Gesundheit vermitteln.
Die Ziele der Stadtteilmütter sind:
- Förderung der Sprachfähigkeiten von Kindern und Eltern
- Ermutigung und Sensibilisierung der Eltern, ihre Erziehungsverantwortung aktiv wahrzunehmen
- Vorstellung der Arbeit der Kindertagesstätten („Kitas“) und Werbung für den frühen Kitabesuch
- Vermittlung konkreter Hilfen und Informationen für Familien im Kiez und Bezirk
- Förderung der Kommunikation und Interaktion zwischen Eltern und Kindern
- Stärkung des Selbstbewusstseins der Eltern im Umgang mit den hiesigen Bildungseinrichtungen

Wesentlich ist dabei die Niedrigschwelligkeit des Angebots. Ziel der Stadtteilmütter ist es, ansonsten schwer erreichbare Familien zu kontaktieren und mit wichtigen Kenntnissen zu oben genannten Themen zu versorgen. Daher stammen Stadtteilmütter häufig aus demselben Kulturraum wie ihre Klientinnen, sprechen die gleiche Sprache und wohnen häufig auch im selben Stadtviertel. Die Arbeit der Stadtteilmütter setzt zudem eine längerfristige Beziehung zu ihren Klientinnen voraus.
Es gibt unterschiedliche Formen der Finanzierung von Stadtteilmüttern. Diese erfolgt zumeist auf befristeter Projektbasis. Allerdings stellt das Land Berlin seit 2013 im Rahmen seines Integrationslotsenkonzepts Stadtteilmütter auf Basis des TV-L ein. In keinem Fall werden den besuchten Familien die Kosten für den Besuch in Rechnung gestellt.

## Entwicklung und Verbreitung
Das deutschlandweit erste Stadtteilmütterprojekt entstand 2006 in Berlin-Neukölln nach dem Vorbild des Rucksack-Elternbildungs- und Sprachförderprogramm für Migrantenfamilien aus Rotterdam (Niederlande). Im Jahr 2009 beantragte des Diakonische Werk Neukölln Oberspree Markenschutz für das methodische Konzept seines Projekts Stadtteilmütter Neukölln. Mittlerweile gibt es Nachahmerprojekte unter anderem in weiteren Berliner Bezirken, in Essen, Wien, Dortmund und Hannover. Des Weiteren gibt es zahlreiche andere Multiplikatorenprojekte mit unterschiedlicher Ausrichtung, unter anderem „Stadtteilväter“, das Projekt MiMi – „Mit Migranten für Migranten“ des Ethnomedizinischen Zentrums Hannover und mehrere so genannte „Rucksack-Projekte“, bei denen ebenfalls das Konzept der Hausbesuche mit (in einem Rucksack) vorbereitetem Informationsmaterial zum Einsatz kommt.
Von der Bundesagentur für Arbeit finanzierte Stadtteilmütter verdienten 2014 laut Presseberichten 1.105 Euro pro Monat für 30 Wochenstunden, was dem Mindestlohn entsprach. Rund 100 Frauen protestierten 2014 in Berlin, als 57 Stadtteilmütter nicht mehr finanziert werden sollten, um das Geld stattdessen für die Ausbildung weiterer Stadtteilmütter auszugeben.
Stadtteilmütter gibt es auch in Dänemark, den Niederlanden und der Schweiz.

## Qualifizierung
Stadtteilmütter werden üblicherweise für ihre Tätigkeit ausgebildet. In der Schulung wird der Inhalt und der Umgang mit dem Informationsmaterial gelernt. Im Falle des markengeschützten Projekts Stadtteilmutter Neukölln dauert die Qualifizierung sechs Monate und umfasst zehn Themen aus den Bereichen Erziehung, Bildung und Gesundheit.
Die Themen im Einzelnen sind, so etwa bei Stadtteilmüttern in Neukölln: „Kita und Schule, Sprachentwicklung und Sprachförderung (der Familien- wie der deutschen Sprache), Entwicklungsphasen des Kindes (körperliche, motorische, psychosoziale Aspekte der Entwicklung), gesunde Ernährung, Gesundheitsvorsorge, Suchtvorbeugung, Sexualentwicklung und -aufklärung, Erziehung ohne Gewalt, Umgang mit Medien, Umwelterziehung, Sport und Bewegung, Rechte des Kindes, Hilfen für Familien im Kiez, Verhütung von Kinderunfällen“.

## Abgrenzung zu anderen Formen der Integrationsbegleitung
Sprachlich kann das Wort so verstanden werden, dass es eine Mutter aus dem Stadtteil bedeutet, oder aber eine Mutter, die für den Stadtteil da ist. Gegebenenfalls trifft beides zu. Stadtteilmütter gehören zu den Multiplikatorenprojekten im Rahmen der Integrationsbegleitertätigkeiten. Damit lassen sie sich von Patenschaften, Gemeinde-/Kommunaldolmetschern und Integrationslotsen unterscheiden. Mit letzteren werden sie jedoch gelegentlich gleichgesetzt, wobei es – je nach Konzeption – wesentliche Unterschiede bei der Aufgabenstellung gibt. Diese liegen vor allem in den Inhalten und Umfang ihrer Ausbildung, in den im Konzept vorgesehenen Hausbesuchen und im Vorhandensein des beschriebenen Informationsmaterials zu den Themen Erziehung, Bildung und Gesundheit mit einer Bildungs- und Präventionsabsicht.